# Leicester City Women Football Club 2022-2023
Questa voce raccoglie le informazioni riguardanti il Leicester City Women Football Club nelle competizioni ufficiali della stagione 2022-2023.

## Stagione
La stagione 2022-23 è stata la seconda consecutiva del Leicester City nella Women's Super League, massima serie del campionato inglese. Con la partenza di Sophie Barker in prestito allo Sheffield Utd, il ruolo di capitano è passato alla nuova arrivata Aileen Whelan. Il 3 novembre 2022 Lydia Bedford, che era alla guida della squadra da quasi un anno, è stata esonerata, viste le sei sconfitte consecutive nelle prime sei giornate di campionato. Al suo posto è stato chiamato lo scozzese Willie Kirk.
Il campionato di Women's Super League è stato concluso al decimo posto con 16 punti conquistati in 22 giornate, frutto di 5 vittorie, 1 pareggio e 16 sconfitte, riuscendo a conquistare la salvezza per il secondo anno di fila. In FA Women's Cup la squadra è stata subito eliminata al quarto turno, dopo aver perso ai tiri di rigore contro il Reading. In FA Women's League Cup la squadra non ha superato la fase a gruppi, avendo concluso in terza posizione il gruppo B.

## Maglie e sponsor
Le tenute di gioco solo le stesse adottate dal Leicester City maschile.
| Casa | Trasferta | Terza divisa |

## Rosa
Rosa e numeri di maglia come da sito societario.
| N. |                             | Ruolo | Calciatrice              |
| -- | --------------------------- | ----- | ------------------------ |
| 1  | Inghilterra (bandiera)      | P     | Demi Lambourne           |
| 2  | Irlanda del Nord (bandiera) | D     | Demi Vance               |
| 2  | Australia (bandiera)        | D     | Courtney Nevin           |
| 3  | Inghilterra (bandiera)      | D     | Sam Tierney              |
| 4  | Australia (bandiera)        | D     | CJ Bott                  |
| 5  | Inghilterra (bandiera)      | D     | Abbie McManus            |
| 6  | Inghilterra (bandiera)      | D     | Georgia Brougham         |
| 6  | Inghilterra (bandiera)      | D     | Georgia Eaton-Collins    |
| 7  | Inghilterra (bandiera)      | A     | Natasha Flint            |
| 8  | Inghilterra (bandiera)      | C     | Molly Pike               |
| 9  | Inghilterra (bandiera)      | A     | Jessica Sigsworth        |
| 10 | Inghilterra (bandiera)      | A     | Aileen Whelan (capitano) |
| 11 | Inghilterra (bandiera)      | A     | Lachante Paul            |
| 12 | Inghilterra (bandiera)      | A     | Ellen Jones              |
| 13 | Stati Uniti (bandiera)      | D     | Erin Simon               |
| 14 | Galles (bandiera)           | D     | Josie Green              |

| N. |                        | Ruolo | Calciatrice       |
| -- | ---------------------- | ----- | ----------------- |
| 15 | Scozia (bandiera)      | D     | Sophie Howard     |
| 16 | Galles (bandiera)      | D     | Carrie Jones      |
| 19 | Australia (bandiera)   | D     | Remy Siemsen      |
| 20 | Inghilterra (bandiera) | D     | Missy Goodwin     |
| 21 | Galles (bandiera)      | A     | Hannah Cain       |
| 22 | Nigeria (bandiera)     | D     | Ashleigh Plumptre |
| 23 | Inghilterra (bandiera) | D     | Jemma Purfield    |
| 27 | Inghilterra (bandiera) | C     | Shannon O'Brien   |
| 28 | Inghilterra (bandiera) | P     | Kirstie Levell    |
| 30 | Inghilterra (bandiera) | D     | Ruby Mace         |
| 32 | Inghilterra (bandiera) | C     | Ava Baker         |
| 34 | Inghilterra (bandiera) | A     | Mackenzie Smith   |
| 35 | Inghilterra (bandiera) | P     | Sophia Poor       |
| 40 | Inghilterra (bandiera) | C     | Monique Robinson  |
| 41 | Inghilterra (bandiera) | C     | Jess Reavill      |
| 44 | Inghilterra (bandiera) | C     | Connie Scofield   |

## Calciomercato

### Sessione estiva
| Acquisti | Acquisti      | Acquisti           | Acquisti      |
| R.       | Nome          | da                 | Modalità      |
| -------- | ------------- | ------------------ | ------------- |
| D        | Erin Simon    | Racing Louisville  | [ 9 ]         |
| D        | Demi Vance    | Rangers            | [ 10 ]        |
| C        | Jess Camwell  | Derby County       | fine prestito |
| C        | Josie Green   | Tottenham          | [ 11 ]        |
| C        | Carrie Jones  | Manchester United  | prestito      |
| C        | Luana Zajmi   | Blackburn Rovers   | fine prestito |
| A        | Abbi Grant    | Glasgow City       | fine prestito |
| A        | Ellen Jones   | Colorado Buffaloes | [ 13 ]        |
| A        | Aileen Whelan | Brighton & Hove    | [ 14 ]        |

| Cessioni | Cessioni           | Cessioni          | Cessioni             |
| R.       | Nome               | a                 | Modalità             |
| -------- | ------------------ | ----------------- | -------------------- |
| P        | Sophie Harris      | Southampton       | [ 15 ]               |
| D        | Esther Morgan      | Tottenham         | fine prestito        |
| C        | Sophie Barker      | Sheffield Utd     | prestito             |
| C        | Elysia Boddy       | Bristol City      | [ 16 ]               |
| C        | Charlie Devlin     | Birmingham City   | prestito             |
| C        | Freya Gregory      | Aston Villa       | fine prestito        |
| C        | Luana Zajmi        | Pomurje           | [ 15 ]               |
| A        | Paige Bailey-Gayle | Crystal Palace    | [ 15 ]               |
| A        | Esmee de Graaf     | Feyenoord         | [ 15 ]               |
| A        | Abbi Grant         | Glasgow City      | [ 15 ]               |
| A        | Mackenzie Smith    | Nottingham Forest | doppia registrazione |

### Sessione invernale
| Acquisti | Acquisti              | Acquisti        | Acquisti |
| R.       | Nome                  | da              | Modalità |
| -------- | --------------------- | --------------- | -------- |
| P        | Janina Leitzig        | Bayern Monaco   | prestito |
| D        | Georgia Eaton-Collins | UCF Knights     | [ 20 ]   |
| D        | Courtney Nevin        | Hammarby        | prestito |
| C        | Ruby Mace             | Manchester City | prestito |
| A        | Remy Siemsen          | Sydney FC       | [ 23 ]   |

| Cessioni | Cessioni         | Cessioni     | Cessioni |
| R.       | Nome             | a            | Modalità |
| -------- | ---------------- | ------------ | -------- |
| D        | Georgia Brougham |              | [ 24 ]   |
| D        | Demi Vance       | Glentoran    | [ 25 ]   |
| C        | Connie Scofield  | Coventry Utd | prestito |
| A        | Natasha Flint    | Celtic       | prestito |
| A        | Ellen Jones      | Coventry Utd | prestito |

## Risultati

### FA Women's Super League

#### Girone di andata
| Arbitro: | Foster |

|                     |           |  |
| Levell 90+4’ (aut.) | Marcatori |  |

| Arbitro: | Dowle |

|                   |           |                          |
| Spence 58’ (aut.) | Marcatori | 35’ Neville 45+2’ Spence |

| Arbitro: | Parsons |

|  |           |                            |
|  | Marcatori | 3’ (rig.) Daly 86’ Gielnik |

| Arbitro: | Hallam |

|                                     |           |  |
| Shaw 24’, 79’ Hemp 72’ Hasegawa 88’ | Marcatori |  |

| Arbitro: | Hair |

|  |           |            |
|  | Marcatori | 34’ Parris |

| Arbitro: | Heaslip |

|                 |           |           |
| Rowe 90’, 90+2’ | Marcatori | 36’ Flint |

| Arbitro: | Fearn |

|  |           |                                                  |
|  | Marcatori | 13’ Maanum 22’ Foord 37’ Catley 48’ Blackstenius |

| Arbitro: | Saunders |

|              |           |  |
| Atkinson 88’ | Marcatori |  |

| Arbitro: | Fearn |

|  |           |                                                                            |
|  | Marcatori | 4’ Reiten 13’, 50’ Fleming 39’, 82’ Kirby 41’ Charles 45’ Kerr 75’ England |

| Arbitro: | Watkins |

|  |           |         |
|  | Marcatori | 8’ Cain |

| Arbitro: | Foster |

|                                     |           |  |
| Whelan 45’ Tierney 48’ Robinson 69’ | Marcatori |  |

#### Girone di ritorno
| Arbitro: | Yamashita (Giappone) |

|             |           |  |
| England 65’ | Marcatori |  |

| Arbitro: | Fearn |

|  |           |                    |
|  | Marcatori | 61’ Shaw 74’ Kelly |

| Arbitro: | Burgin |

|                                           |           |             |
| Russo 15’, 36’, 53’ Galton 64’ García 84’ | Marcatori | 48’ Siemsen |

| Leicester 12 marzo 2023, ore 15:00 UTC+0 15ª giornata | Leicester City | 0 – 0 referto | Everton | King Power Stadium\| Arbitro: \| Fullicks \| |
| Arbitro:                                              | Fullicks       |               |         |                                              |

| Arbitro: | Simms |

|                                        |           |  |
| Dali 6’ Lehmann 35’, 71’ Daly 45’, 55’ | Marcatori |  |

| Arbitro: | Watkins |

|                         |           |              |
| Tierney 20’ Jones 90+6’ | Marcatori | 45’ Wellings |

| Arbitro: | Welch |

|                                                                 |           |  |
| Reiten 8’ Cuthbert 18’ Harder 32’, 42’ James 56’ Čanković 90+3’ | Marcatori |  |

| Arbitro: | Heaslip |

|                                                |           |  |
| Green 15’ Jones 21’ Plumptre 48’ Goodwin 90+6’ | Marcatori |  |

| Arbitro: | Heaslip |

|            |           |  |
| Maanum 64’ | Marcatori |  |

| Arbitro: | Benn |

|                   |           |                                             |
| Cain 90+9’ (rig.) | Marcatori | 18’ (aut.) Howard 60’ (rig.) Brynjarsdóttir |

| Arbitro: | Byrne |

|  |           |           |
|  | Marcatori | 73’ Baker |

### FA Women's Cup
| Arbitro: | Pearson |

|                                          |                      |                                    |
| Tierney 29’ Cain 92’                     | Marcatori            | 5’ Troelsgaard 102’ Mukandi        |
| Whelan Cain Plumptre Eaton-Collins Jones | Tiri di rigore 2 – 3 | Vanhaevermaet Dowie Mukandi Cooper |

### FA Women's League Cup
| South Ribble 2 ottobre 2022, ore 14:00 UTC+1 Gruppo B - 1ª giornata | Blackburn Rovers | 0 – 3 referto                    | Leicester City | Sir Tom Finney Stadium |
| \| \| \| \| \| \| Marcatori \| 6’ Smith 49’ Scofield 65’ Whelan \|  |                  |                                  |                |                        |
|                                                                     |                  |                                  |                |                        |
|                                                                     | Marcatori        | 6’ Smith 49’ Scofield 65’ Whelan |                |                        |

| Burton upon Trent 26 ottobre 2022, ore 19:00 UTC+1 Gruppo B - 2ª giornata          | Leicester City | 0 – 4 referto                                    | Liverpool | Pirelli Stadium |
| \| \| \| \| \| \| Marcatori \| 14’ Kearns 33’ Roberts 45+2’ Furness 72’ Stengel \| |                |                                                  |           |                 |
|                                                                                    |                |                                                  |           |                 |
|                                                                                    | Marcatori      | 14’ Kearns 33’ Roberts 45+2’ Furness 72’ Stengel |           |                 |

| Hetton-le-Hole 11 gennaio 2023, ore 19:30 UTC+0 Gruppo B - 4ª giornata                | Sunderland | 0 – 5 referto                                       | Leicester City | Eppleton CW |
| \| \| \| \| \| \| Marcatori \| 45+9’ Goodwin 70’ Tierney 77’ Baker 82’, 90+1’ Pike \| |            |                                                     |                |             |
|                                                                                       |            |                                                     |                |             |
|                                                                                       | Marcatori  | 45+9’ Goodwin 70’ Tierney 77’ Baker 82’, 90+1’ Pike |                |             |

| Burton upon Trent 18 gennaio 2023, ore 19:00 UTC+0 Gruppo B - 5ª giornata | Leicester City | 0 – 1 referto | Manchester City | Pirelli Stadium |
| \| \| \| \| \| \| Marcatori \| 90’ Angeldahl \|                           |                |               |                 |                 |
|                                                                           |                |               |                 |                 |
|                                                                           | Marcatori      | 90’ Angeldahl |                 |                 |

## Statistiche

### Statistiche di squadra
| Competizione          | Punti | In casa | In casa | In casa | In casa | In casa | In casa | In trasferta | In trasferta | In trasferta | In trasferta | In trasferta | In trasferta | Totale | Totale | Totale | Totale | Totale | Totale | DR  |
| Competizione          | Punti | G       | V       | N       | P       | Gf      | Gs      | G            | V            | N            | P            | Gf           | Gs           | G      | V      | N      | P      | Gf     | Gs     | DR  |
| --------------------- | ----- | ------- | ------- | ------- | ------- | ------- | ------- | ------------ | ------------ | ------------ | ------------ | ------------ | ------------ | ------ | ------ | ------ | ------ | ------ | ------ | --- |
| Women's Super League  | 16    | 11      | 3       | 1       | 7       | 11      | 18      | 11           | 2            | 0            | 9            | 4            | 30           | 22     | 5      | 1      | 16     | 15     | 48     | -33 |
| FA Women's Cup        | -     | 1       | 0       | 1       | 0       | 2       | 2       | 0            | 0            | 0            | 0            | 0            | 0            | 1      | 0      | 1      | 0      | 2      | 2      | 0   |
| FA Women's League Cup | -     | 2       | 0       | 0       | 2       | 0       | 5       | 2            | 2            | 0            | 0            | 8            | 0            | 4      | 2      | 0      | 2      | 8      | 5      | +3  |
| Totale                | -     | 14      | 3       | 2       | 9       | 13      | 25      | 13           | 4            | 0            | 9            | 12           | 30           | 27     | 7      | 2      | 18     | 25     | 55     | -30 |

### Andamento in campionato
| Giornata  | 1  | 2 | 3  | 4  | 5  | 6  | 7  | 8  | 9  | 10 | 11 | 12 | 13 | 14 | 15 | 16 | 17 | 18 | 19 | 20 | 21 | 22 |
| --------- | -- | - | -- | -- | -- | -- | -- | -- | -- | -- | -- | -- | -- | -- | -- | -- | -- | -- | -- | -- | -- | -- |
| Luogo     | T  | C | C  | T  | C  | T  | C  | T  | C  | T  | C  | T  | C  | T  | C  | T  | C  | T  | C  | T  | C  | T  |
| Risultato | P  | P | P  | P  | P  | P  | P  | P  | P  | V  | V  | P  | P  | P  | N  | P  | V  | P  | V  | P  | P  | V  |
| Posizione | 11 | 9 | 11 | 12 | 12 | 12 | 12 | 12 | 12 | 12 | 12 | 12 | 12 | 12 | 12 | 12 | 11 | 11 | 10 | 11 | 11 | 10 |

Legenda:

Luogo: C = Casa; T = Trasferta. Risultato: V = Vittoria; N = Pareggio; P = Sconfitta.

### Statistiche delle giocatrici
| Giocatore        | FA Women's Super League | FA Women's Super League | FA Women's Super League | FA Women's Super League | FA Women's Cup | FA Women's Cup | FA Women's Cup | FA Women's Cup | FA Women's League Cup | FA Women's League Cup | FA Women's League Cup | FA Women's League Cup | Totale   | Totale | Totale      | Totale     |
| Giocatore        | Presenze                | Reti                    | Ammonizioni             | Espulsioni              | Presenze       | Reti           | Ammonizioni    | Espulsioni     | Presenze              | Reti                  | Ammonizioni           | Espulsioni            | Presenze | Reti   | Ammonizioni | Espulsioni |
| ---------------- | ----------------------- | ----------------------- | ----------------------- | ----------------------- | -------------- | -------------- | -------------- | -------------- | --------------------- | --------------------- | --------------------- | --------------------- | -------- | ------ | ----------- | ---------- |
| A. Baker         | 9                       | 1                       | 0                       | 0                       | 1              | 0              | 0              | 0              | 4                     | 1                     | 0                     | 0                     | 14       | 2      | 0           | 0          |
| CJ Bott          | 19                      | 0                       | 4                       | 0                       | 1              | 0              | 0              | 0              | 3                     | 0                     | 0                     | 0                     | 23       | 0      | 4           | 0          |
| G. Brougham      | 1                       | 0                       | 0                       | 0                       | -              | -              | -              | -              | -                     | -                     | -                     | -                     | 1        | 0      | 0           | 0          |
| H. Cain          | 14                      | 2                       | 1                       | 0                       | 1              | 1              | 0              | 0              | 2                     | 0                     | 0                     | 0                     | 17       | 3      | 1           | 0          |
| G. Eaton-Collins | 5                       | 0                       | 0                       | 0                       | 1              | 0              | 0              | 0              | -                     | -                     | -                     | -                     | 6        | 0      | 0           | 0          |
| N. Flint         | 9                       | 1                       | 0                       | 0                       | -              | -              | -              | -              | 2                     | 0                     | 0                     | 0                     | 11       | 1      | 0           | 0          |
| M. Goodwin       | 22                      | 1                       | 0                       | 0                       | 1              | 0              | 0              | 0              | 2                     | 1                     | 0                     | 0                     | 25       | 2      | 0           | 0          |
| J. Green         | 15                      | 1                       | 2                       | 0                       | -              | -              | -              | -              | 1                     | 0                     | 0                     | 0                     | 16       | 1      | 2           | 0          |
| S. Howard        | 21                      | 0                       | 1                       | 0                       | 1              | 0              | 1              | 0              | 4                     | 0                     | 0                     | 0                     | 26       | 0      | 2           | 0          |
| C. Jones         | 19                      | 2                       | 1                       | 0                       | 1              | 0              | 0              | 0              | 2                     | 0                     | 0                     | 0                     | 22       | 2      | 1           | 0          |
| E. Jones         | 0                       | 0                       | 0                       | 0                       | -              | -              | -              | -              | 2                     | 0                     | 0                     | 0                     | 2        | 0      | 0           | 0          |
| D. Lambourne     | 2                       | -9                      | 0                       | 0                       | 0              | 0              | 0              | 0              | 1                     | -4                    | 0                     | 0                     | 3        | -13    | 0           | 0          |
| J. Leitzig       | 13                      | -23                     | 0                       | 0                       | 1              | -2             | 0              | 0              | -                     | -                     | -                     | -                     | 14       | -25    | 0           | 0          |
| K. Levell        | 7                       | -16                     | 1                       | 0                       | 0              | 0              | 0              | 0              | 3                     | -1                    | 0                     | 0                     | 10       | -17    | 1           | 0          |
| R. Mace          | 10                      | 0                       | 5                       | 1                       | 1              | 0              | 0              | 0              | -                     | -                     | -                     | -                     | 11       | 0      | 5           | 1          |
| A. McManus       | 2                       | 0                       | 0                       | 0                       | -              | -              | -              | -              | 2                     | 0                     | 0                     | 0                     | 4        | 0      | 0           | 0          |
| C. Nevin         | 12                      | 0                       | 1                       | 0                       | 1              | 0              | 1              | 0              | -                     | -                     | -                     | -                     | 13       | 0      | 2           | 0          |
| S. O'Brien       | 10                      | 0                       | 4                       | 0                       | -              | -              | -              | -              | 1                     | 0                     | 0                     | 0                     | 11       | 0      | 4           | 0          |
| L. Paul          | -                       | -                       | -                       | -                       | -              | -              | -              | -              | -                     | -                     | -                     | -                     | -        | -      | -           | -          |
| M. Pike          | 18                      | 0                       | 1                       | 0                       | 1              | 0              | 0              | 0              | 3                     | 2                     | 0                     | 0                     | 22       | 2      | 1           | 0          |
| A. Plumptre      | 20                      | 1                       | 4                       | 0                       | 1              | 0              | 0              | 0              | 3                     | 0                     | 0                     | 0                     | 24       | 1      | 4           | 0          |
| S. Poor          | 0                       | 0                       | 0                       | 0                       | -              | -              | -              | -              | 0                     | 0                     | 0                     | 0                     | 0        | 0      | 0           | 0          |
| J. Purfield      | 15                      | 0                       | 0                       | 0                       | 1              | 0              | 0              | 0              | 2                     | 0                     | 0                     | 0                     | 18       | 0      | 0           | 0          |
| J. Reavill       | 1                       | 0                       | 0                       | 0                       | 0              | 0              | 0              | 0              | 1                     | 0                     | 0                     | 0                     | 2        | 0      | 0           | 0          |
| M. Robinson      | 6                       | 1                       | 0                       | 0                       | -              | -              | -              | -              | 4                     | 0                     | 1                     | 0                     | 10       | 1      | 1           | 0          |
| C. Scofield      | 2                       | 0                       | 0                       | 0                       | -              | -              | -              | -              | 2                     | 1                     | 0                     | 0                     | 4        | 1      | 0           | 0          |
| R. Siemsen       | 10                      | 1                       | 0                       | 0                       | -              | -              | -              | -              | -                     | -                     | -                     | -                     | 10       | 1      | 0           | 0          |
| J. Sigsworth     | 1                       | 0                       | 0                       | 0                       | -              | -              | -              | -              | -                     | -                     | -                     | -                     | 1        | 0      | 0           | 0          |
| E. Simon         | 11                      | 0                       | 1                       | 0                       | 1              | 0              | 0              | 0              | 3                     | 0                     | 0                     | 0                     | 15       | 0      | 1           | 0          |
| M. Smith         | 4                       | 0                       | 0                       | 0                       | 0              | 0              | 0              | 0              | 4                     | 1                     | 0                     | 0                     | 8        | 1      | 0           | 0          |
| S. Tierney       | 21                      | 2                       | 5                       | 0                       | 1              | 1              | 0              | 0              | 4                     | 1                     | 0                     | 0                     | 26       | 4      | 5           | 0          |
| D. Vance         | 3                       | 0                       | 0                       | 0                       | -              | -              | -              | -              | 2                     | 0                     | 0                     | 0                     | 5        | 0      | 0           | 0          |
| A. Whelan        | 22                      | 1                       | 1                       | 0                       | 1              | 0              | 0              | 0              | 4                     | 1                     | 0                     | 0                     | 27       | 2      | 1           | 0          |